# سیارک ۲۴۰۶۲
سیارک ۲۴۰۶۲ (به انگلیسی: 24062 Hardister، نامگذاری:1999TF112) بیست و چهار هزار و شصت و دومین سیارک کشف شده‌است که در ۴ اکتبر ۱۹۹۹ کشف شد.
قدر مطلق سیارک برابر ۹.۳ است.